# Kaja Paschalska
Kaja Joanna Paschalska (Varsavia, 25 febbraio 1986) è una cantante e attrice polacca.

## Biografia
Kaja Paschalska è salita alla ribalta nel 1997, anno in cui ha iniziato a interpretare il personaggio di Ola Lubicz nella serie di TVP1 Klan.
Nel 2001 ha avviato la sua carriera musicale con l'album di debutto eponimo, che ha debuttato alla 22ª posizione della classifica polacca e che le ha fruttato una candidatura per il miglior artista esordiente ai premi Fryderyk, il principale riconoscimento musicale polacco, oltre a farle vincere un premio Superjedynki per il miglior debutto dell'anno. Il suo secondo album, Kaja 2, è uscito nel 2003 e ha raggiunto il 44º posto in classifica.
La cantante ha partecipato al festival della canzone polacca di Opole per la prima volta nel 2001, dove ha presentato la canzone Przyjaciel od zaraz e vinto il premio Anna Jantar per la miglior esecuzione. Ha preso parte al festival nuovamente nell'edizione successiva cantando Wystarczy uwierzyć, e ancora una volta nel 2010, dove ha trionfato nella categoria dedicata alla migliore hit estiva duettando con Izabela Trojanowska su No pokaż na co cię stać.
Nel 2015 Kaja Paschalska ha partecipato alla terza edizione del programma d'intrattenimento Twoja twarz brzmi znajomo, la versione polacca del Tale e quale show, dove ha conquistato il 4º posto.

## Filmografia

### Televisione
- Klan – serie TV (1997–2000)
- Teatr telewizji – serie TV (1998)
- Świat według Kiepskich – serie TV (2002)
- Hotel 52 – serie TV (2011)

## Discografia

### Album
- 2001 – Kaja Paschalska
- 2003 – Kaja 2

### Singoli
- 2001 – Tylko Ty
- 2001 – Przyjaciel od zaraz
- 2002 – Dla mamy
- 2003 – Zaufałam sobie
- 2003 – Nie ma miłości
- 2017 – Karma